# Tokyo Cabinet
Tokyo cabinet е библиотека с методи за управление на бази данни. Базата от данни е файл с информация, съдържащ двойки от ключ и стойност. Всеки ключ и стойност е поредица от байтове с различна дължина. За ключ или стойност могат да се използват, както бинарни, така и текстови символи. Записите се нареждат в разпределена хештаблица, B+tree или в масиви с фиксирана стойност.
Tokyo Cabinet е успешно продължение на Gnu Database Manager (GDBM) и Quicker Database Manager (QDBM), поради следните предпоставки:
- Откъм пространство: размерът на database файлът е по-малък.
- Откъм време: по-бърза обработка на данните.
- Паралелност: по-добра производителност в многонишкова среда.
- Откъм използваемост: опростен приложно-програмен интерфейс.
- Откъм устойчивост: database файлът не е податлив на чупене, дори в много критични обстоятелства.
- Поддържа 64-битова архитектура: поддържат се огромни количества памет и размер на database файловете.

Tokyo Cabinet e писан на програмния език C, и се използва като програмен интерфейс на C, Perl, Ruby, Java и Lua. Tokyo Cabinet е безплатен софтуер, лицензиран под GNU Lesser General Public License.